# Маркушув

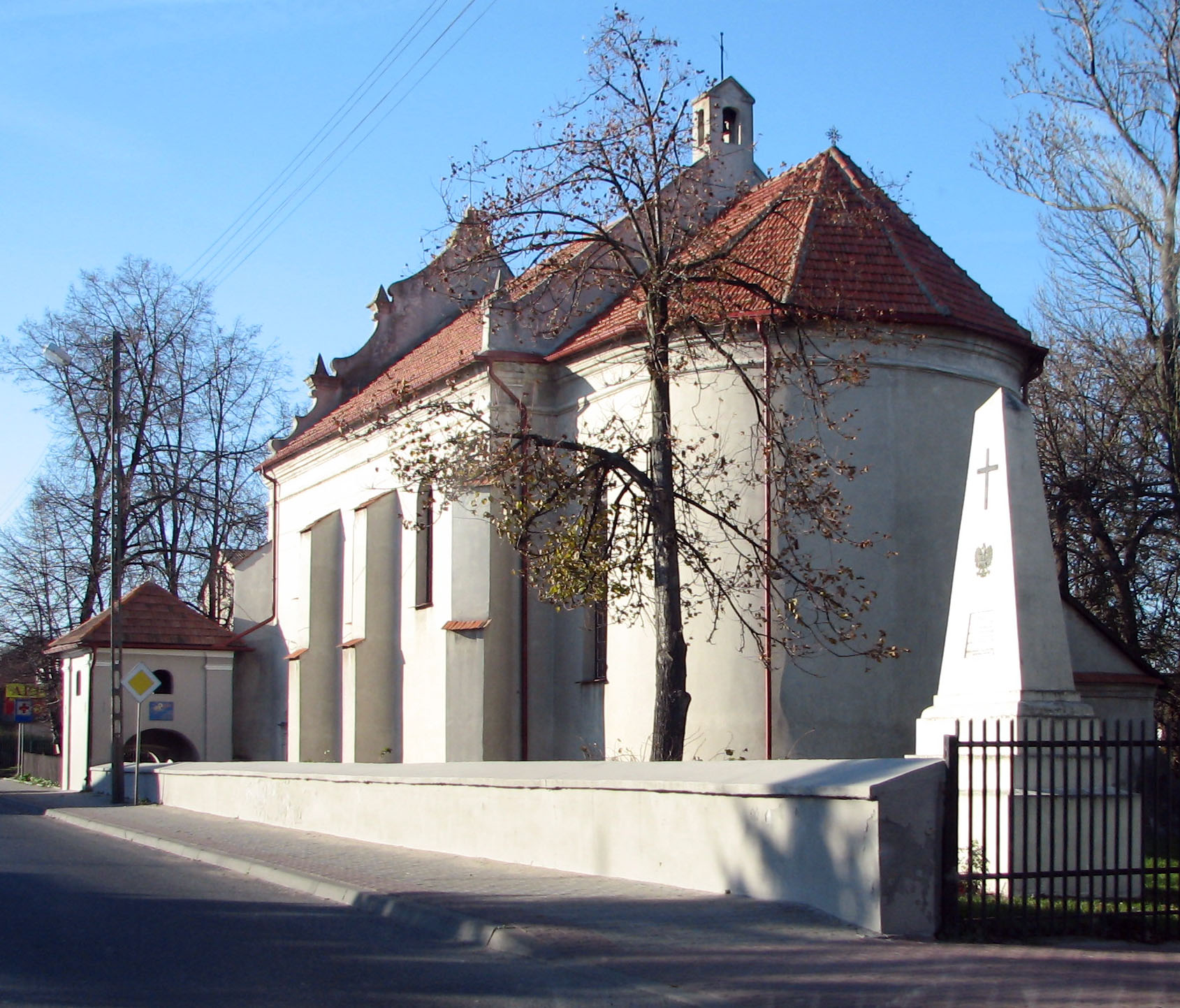
Костёл в селе Маркушув

Марку́шув (пол. Markuszów) — село на юго-востоке Польши, между Люблином a Пулавами, недалеко от села Куров; центр Маркушовской гмины в Пулавском повете Любельского воеводства.
Маркушув расположен на берегу реки Курувка.
Население: 2000 жителей (2004). В селе есть начальная школа имени Яна Почека.
Первое упоминание относится к 1317 году.
Статус города имел на протяжении 1530—1869 годов.
Во время Русско-польской войны 1792 года здесь имела место последняя стычка этой кампании.
Во время восстания 1830 года здесь также произошло сражение.
Во время Второй мировой войны в 1939 году село было частично разрушено в период немецкого наступления. Село было занято немецкими войсками 11 сентября 1939 года. В это время в нём проживало около 3000 человек, в том числе 2000 евреев. После оккупации Польши немцы сформировали в Маркушуве гетто, в который переместили большинство евреев. В октябре 1942, гетто было уничтожено; многие евреи были схвачены и депортированы в лагерь смерти Собибор. Местная синагога была разрушена немцами. Войну пережили менее 30 евреев Маркушува.